# Ossip Lubitch
Ossip Lubitch (en biélorusse : Восіп Любіч), né le 6 décembre 1896 à Grodno (dans l'Empire russe, aujourd'hui en Biélorussie), décédé le 27 novembre 1990 à Paris, est un artiste peintre, de l'École de Paris, qui participa à la grande époque du Montparnasse artistique de l'entre-deux-guerres.

## Biographie

### Enfance et adolescence
Ossip Lubitch est né en 1896 à Grodno, dans une région disputée pendant des siècles entre la Pologne et l'Empire russe ; en cette fin du XIXe siècle, elle appartient à l'empire des tsars qui y ont interdit l'usage de la langue polonaise. Son père était maréchal-ferrant, une profession fort honorable à l'époque. C'était une famille juive pratiquante. Jeune, il apprit à parler le russe, le yiddish et l'allemand.
Sa vocation artistique fut assez précoce mais enfant il hésitait entre la musique et la peinture. Après des études dans le lycée local, il opte pour la peinture et part pour Odessa l'étudier. Cette ville était réputée plus libérale et moins académique dans son enseignement officiel des arts que sa ville natale. Il entre à l’école des beaux-arts et pendant quatre ans de 1915 à 1919, il apprend non seulement la peinture classique historique russe (dont le représentant célèbre est Isaac Levitan), mais aussi celle des « Peredvizhniki » ou « Ambulants », influencés par l’École de Barbizon et les impressionnistes.
En outre, il se pénètre de la peinture occidentale, de la Renaissance italienne au fauvisme. Odessa était dès 1910, un foyer important d’activité artistique d’avant-garde. Alexandra Exter y exerça une influence sur un grand nombre de jeunes artistes russes.

### Période berlinoise 1919-1923
Comme la plupart, Lubitch aspire à se rendre à Paris, mais la guerre l’oblige à faire une étape  intermédiaire à Berlin où il s’établit en 1919. À cette époque, jusqu’en 1930, Berlin est, de même que Paris et New York, l’une des capitales de l’avant-garde des arts et de la culture occidentale. Ville d’émigrants, Berlin est un centre d’échanges entre l’Est et l’Ouest. Lubitch y retrouve un groupe d’artistes russes, en particulier, Tchelitchev, Pougny et sa femme Xenia dont l’atelier devient le point de ralliement d’un cercle cosmopolite d’artistes, tous désargentés, en recherche de travail. Cette activité culturelle se situe dans une période de crise sociale économique et financière. Malgré cela, les manifestations scéniques connaissent un essor d’une extrême diversité : théâtre, chorégraphie, music-hall, cabaret.
Tchelitchev, Pougny et Lubitch  forment une équipe et réalisent des décors pour l’Opéra, le Deutsches Theater, l’ « Oiseau Bleu » théâtre dont les tournées mondiales étaient alors un triomphe, ainsi que quelques autres établissements.
Lubitch travaille aussi sur des décors de cinéma, avec son ami Lazare Meerson, un des pionniers du renouveau du décor cinématographique.

### Paris 1923-1990
L’Entre-deux-guerres
Fort des succès de ses réalisations et de la solide technique acquise dans ces quatre années passées à Berlin, Lubitch veut se consacrer entièrement à la peinture et réaliser son désir de s’installer à Paris. En 1923, un engagement  pour la décoration d’un cabaret montmartrois lui en donne l’occasion.
Établi à Paris, il vit grâce aux décorations des cabarets, restaurants et aussi d’appartements. C’est la grande époque de « l’Art déco ».
En même temps, il fréquente les musées et les académies et il étudie sur place les œuvres des peintres français des XIXe et XXe siècles. Il comprend aux contacts des grands maîtres que le dessin n’est pas seulement une question de perfection graphique, mais avant tout un merveilleux moyen de s’exprimer soi-même. L’œuvre dessinée d’un Rembrandt, d’un Daumier, d’un Goya, d’un Degas lui dévoile que ces grands artistes n’ont pas cessé d’être habités par un monde intérieur vivant qu’ils ont su exprimer par les moyens les plus simples.
Le sculpteur Bourdelle qui apprécie le travail de Lubitch et l’encourage, l’introduit au Salon des Tuileries dès 1925. Il expose aussi au Salon d’Automne dès 1926.
Fixé à Montparnasse, il va participer à la grande époque d’entre les deux guerres avec le groupe de Pougny, Kremegne, Soutine, les sculpteurs Irène Codréano, Indenbaum.
Son milieu est celui des musiciens du groupe Triton, animé alors par de jeunes compositeurs : Mihalovici, Tansman, Tcherepnine, Conrad Beck, Harsanuj, Martinu et les pianistes Monique Haas, Inna Marika, le chef d’orchestre Charles Munch. Il adore son atelier de la rue d'Odessa et fréquente presque quotidiennement le café « La Coupole » ou « Le Select », point de rencontre de ses confrères.

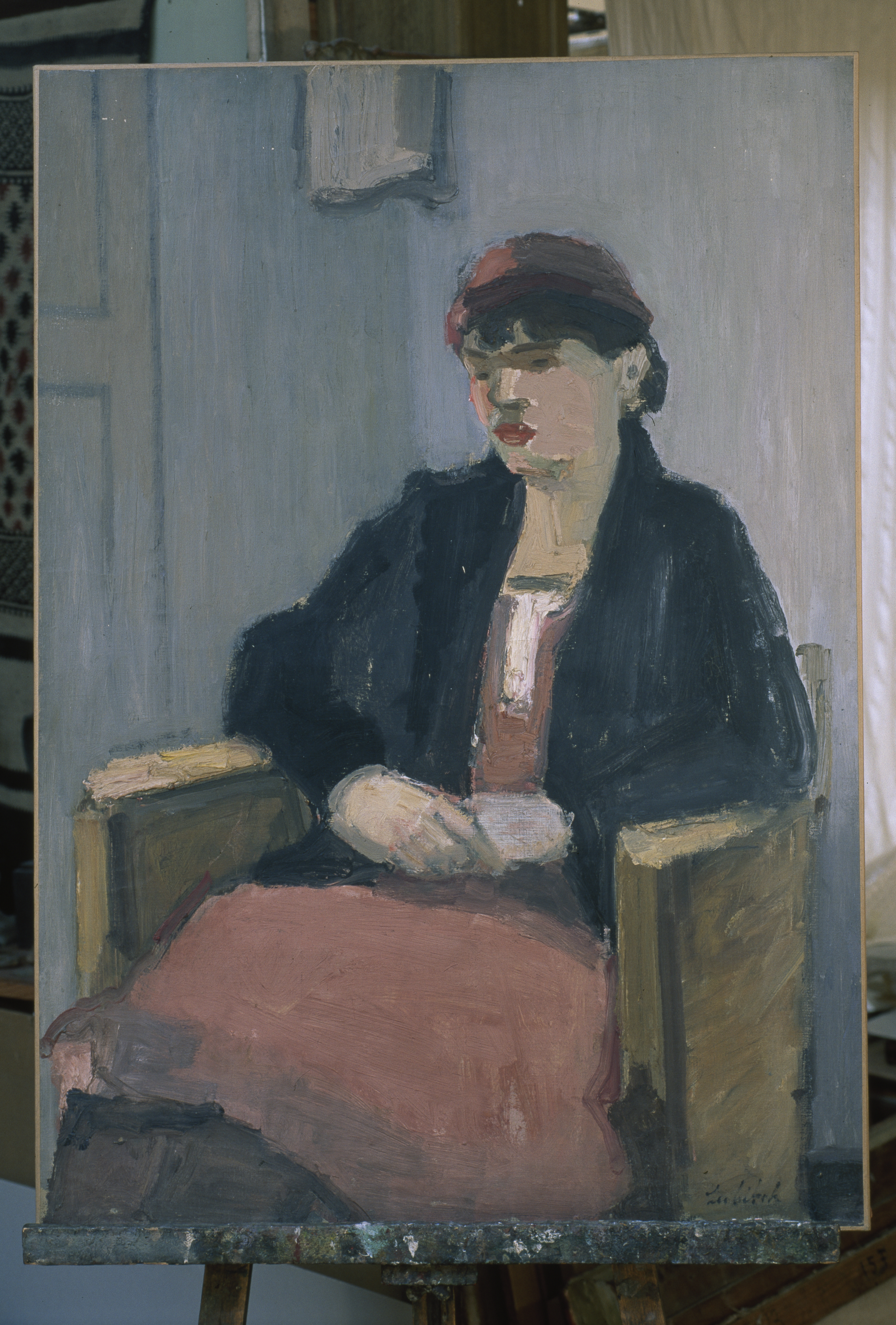
Huile sur toile, de Ossip Lubitch,
Femme dans un fauteuil, 92 x 65, 1927

Lubitch est inspiré dans sa peinture par le monde qui l’entoure, pour lui tout est spectacle : visages, objets, intérieurs, paysage. L’atmosphère particulière du cirque, du théâtre, l’a toujours attiré et dans le début des années 1930, il en exploite le thème : clowns, danseurs, arlequins lui sont prétexte à variations de rythmes. Il sait cueillir dans le milieu instable du cirque, l’atmosphère particulière, la poésie poignante, mais aussi une harmonie totale unissant l’architecture du corps humain aux structures du paysage et des architectures.

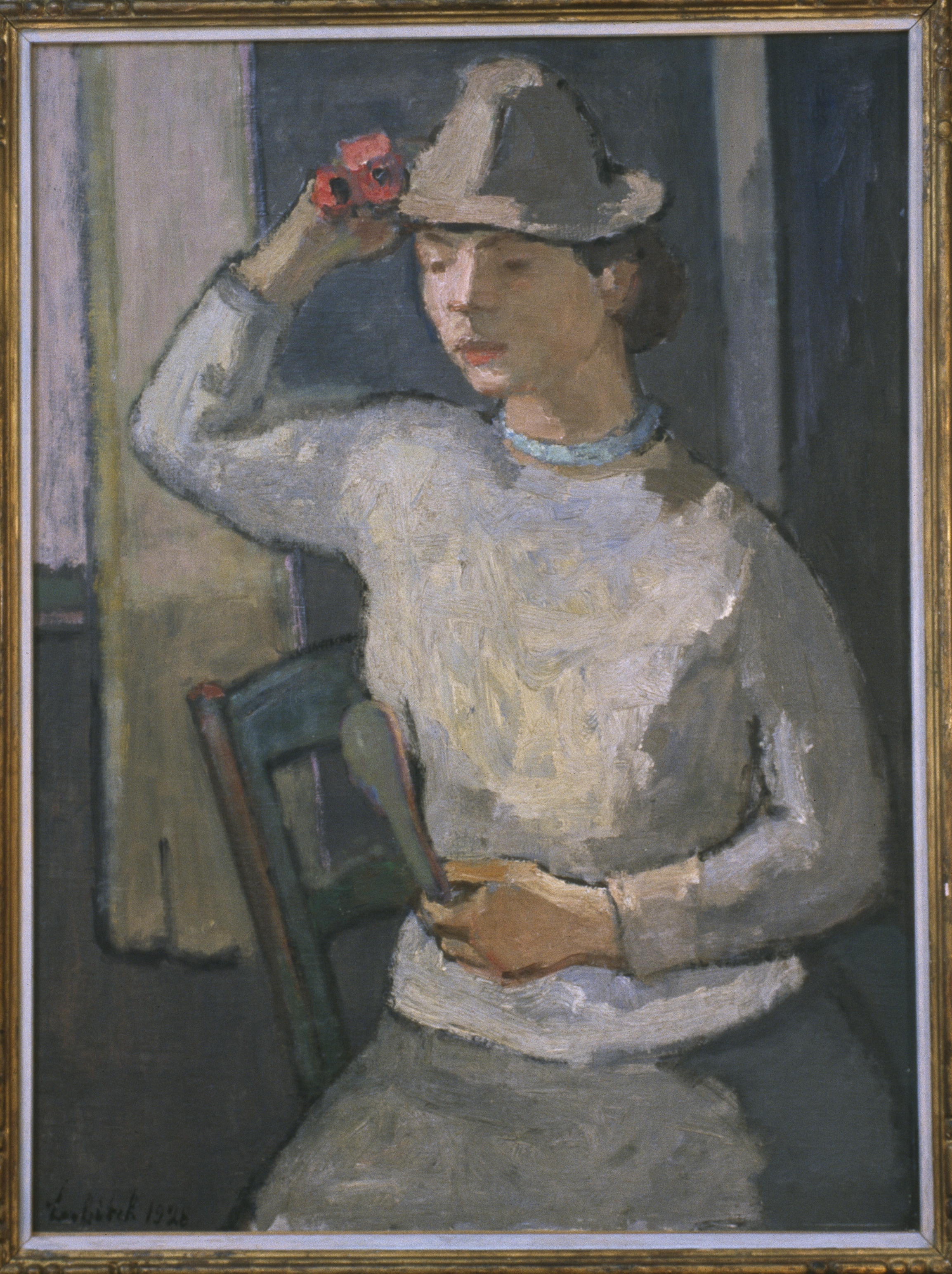
Huile sur toile de Ossip Lubitch, Femme au miroir, 82x59, 1928

On peut voir dans cette période le souvenir et l’influence de son passage par le constructivisme pendant les quatre années à Berlin.
Intéressé par la façon dont il a traité le cirque, le peintre Georges Rouault lui fait l’honneur d’un poème sur ce thème qu’il aimait tant lui aussi . Ce poème sera la préface d’un album « Le Cirque », un ensemble de 10 eaux-fortes aquatinte publié en 1934, aux éditions « Les Quatre chemins ».
La vignette et le coffret ont été faits d’après le projet de son ami, le poète futuriste Iliazd.
Lubitch fréquenta à Montparnasse le milieu des peintres suisses et il partit faire un long séjour chez le peintre Cuno Amiet ; en 1935, il fit une exposition à la galerie Aktuaryus à Zurich.
Entre les  deux  guerres, il exposa à Bruxelles : en 1935, au Palais des Beaux-Arts « les artistes de Paris 1925-1935 », à Londres, à Paris, etc. L’État acquit certaines de ses œuvres. Lubitch sera classé parmi les peintres de l'Ecole de Paris (ou les Peintres juifs-russes de l'École de Paris).
La Seconde Guerre mondiale
En 1940 quand les Allemands occupent Paris, il ne se déclare pas comme juif à La Préfecture de Paris et ne porte pas l'étoile car il savait déjà presque tout sur la « solution finale ».
Il vécut l'occupation allemande dans son atelier de la rue d'Odessa jusqu'au jour où des gendarmes français vinrent l'arrêter, sur dénonciation de voisins qui voulaient son atelier. Il fut interné au camp de Drancy jusqu'à la Libération de Paris. C'était à cette époque un camp de transit des juifs vers les camps d'extermination nazis.
Le camp de Drancy
Conscient qu’il n’y aurait pas de retour, qu’il ne reverrait plus son atelier, il ne prit avec lui que des crayons et du papier. Il dessina clandestinement ce qu’il voyait : des hommes, des femmes, des enfants qui attendaient sans espoir dans une atmosphère d’inactivité forcée et d’impuissance.
Il léguera ses dessins réalisés au camp au mémorial de Yad Vashem de Jérusalem et à la collection de Beit Lohamei Haguetaot à côté de Haïfa. Les derniers sont conservés du  musée mémorial de l'Holocauste de Washington.
Il resta dans ce camp de transit jusqu'à la Libération de Paris, le 18 août 1944, le lendemain du dernier convoi pour Auschwitz.
Après l’épreuve de la guerre, Lubitch retrouva son atelier et reprit son activité. Il travailla toutes les techniques et tous les sujets : portraits, nature mortes, paysages, compositions.
À cette époque, sa vie privée changea. Il rencontra Suzanne Bouldoire, également peintre, qui deviendra sa femme. De leur union naîtra une fille, Dinah.

## L’œuvre
En 1948, la galerie Zack fait une rétrospective de ses œuvres. On notera la critique de René Guilly dans le journal Combat (28/4/1948) - « Une recherche constante d’un réalisme simple et direct, personnel et sans aucune concession aux ‘trucs’ qui font la peinture d’avant ou d’arrière garde… ce qui frappe le plus dans cette rétrospective, c’est une remarquable et régulière progression vers la plénitude de l’expression et l’ampleur de la composition ».
Des expositions sont aussi organisées à l’étranger :
- Tel Aviv en 1950
- Milan en 1952-1953
- New York et Londres en 1957
- Zurich en 1963

Conjointement, il est représenté au Salon du Dessin et de la Gravure avec « le Trait », à l’exposition du Musée des Arts Populaires avec « Le Cirque » et à la Maison de la Pensée Française avec « Dessins et gravures des maîtres contemporains ». Et à l’occasion de la visite de Khrouchtchev à Paris aux deux expositions « Les artistes russes de l’École de Paris » au Musée de Saint Denis et à la Maison de la Pensée Française.
À l’origine de son art, il y a le dessin : « Ossip Lubitch a toujours dessiné. Il a commencé dès l’âge de 12 ans, bien que se préparant à une carrière musicale. Le regard chez lui l’a emporté sur l’oreille » Jean Dalveze.
Il complète son œuvre graphique par la gravure, le pastel et l’aquarelle.
L’ensemble de ses recherches dans ces domaines est montré dans une exposition à la galerie Sagot - Le Garrec en 1950.
Ossip Lubitch publie, en 1976, un recueil rétrospectif de dessins et lavis(Éditeur P.J. Balbo). « Si les dessins présents pouvaient toucher quelques amis, j’y trouverais la récompense de mon travail » écrit-il modestement dans la préface.
Ses dernières expositions sont organisées en 1967, à la galerie Durand-Ruel, en 1983 dans les Salons de la Rose-Croix  (époque 81-84) et à la galerie Colette Dubois en 1983, au Musée des Années Trente à Boulogne, au Musée du Montparnasse.
De nombreuses peintures d'Ossip Lubitch ont été exposées à la Galerie Gérard Rambaud à Paris.

« Toute sa vie, il a conservé une indépendance lui permettant de demeurer totalement lui-même. »

— Nicole Lamothe.

« Lubitch est un peintre qui a beaucoup appris du postimpressionnisme français et qui l’a même enrichi… Sa sensibilité de peintre demeure toujours très personnelle.
Lubitch se révèle, parmi les peintres d’origine russe de Paris, par les sentiments que nous communiquent ses toiles, un des plus purement parisien. »

— Edouard Roditi.
Ossip Lubitch est décédé à Paris, en 1990.

## Expositions
- 1920-1923 : Décors de théâtre et cinéma - Berlin
- 1925 : Salon d’Automne
- 1926 : Salon des Tuileries
- 1934 : Album de 10 eaux-fortes, avec un poème de G. Rouault, éditions « Les Quatre chemins »
- 1935 : Palais des Beaux-arts, Bruxelles, « Artistes de Paris » (1925-1935)
- 1935 : Exposition, Galerie Aktuaryus, Zurich
- 1937 : Exposition, Galerie Dalpayrat, Limoges
- 1936 : Exposition « The Circus », the Leger Galleries, London
- Exposition de 3 peintres - Galerie René Drouet, Paris
- 1948 : Exposition, Galerie Zack, Paris
- 1950 : Exposition, Galerie Sagot - Le Garrec, Paris
- 1950 : Exposition, The jewish national museum Bezalel, Israël
- 1952 : Exposition, Galleria d’Arte Cairola, Milan
- 1953 : Galleria Gian Ferrari - « Mostra dell’Incisione Francese Contemporanea »
- 1953 : Exposition, Turin
- 1953 : Salon de dessins et gravures, « Le Trait »
- 1956 : Musée des Arts et traditions populaires : « Exposition du Cirque »
- 1957 : Exposition, Durlacher Bros., New York
- Exposition des artistes russes de l’École de Paris

- 1960 : Musée et bibliothèque de St Denis
- 1960 : Maison de la Pensée Française
- 1965 : Musée municipal d’Histoire et d’Art, Ville de Saint-Denis « les peintres et la nature en France depuis l’impressionnisme »
- 1965, 1969 : Galerie Tivey-Faucon, Paris
- 1967 : Galerie Durand-Ruel, Paris
- 1971, 1983 : Galerie d’art Chantepierre - 1170 Aubonne, Suisse
- 1983, 1985 : Salon de la Rose-Croix, Paris
- 1983, 1989, 1991 : Galerie Colette Dubois, Paris
- 1988/89 : Musée de Boulogne Billancourt « L’École de Paris, Boulogne », Paris
- 1992/93 : Palais de la Bourse : Forum des Arts, Marseille : Montparnasse Atelier du Monde « Ses artistes venus d’ailleurs », 1910-1935
- 1993 : Mairie du 9e arrondissdement : « Peintres et sculpteurs russes à Paris -  Présence d’un siècle », Paris
- 1999 : Musée du Montparnasse : « Saint-Pétersbourg/Vavin - Les Russes à Montparnasse », Paris
- 2002 : Bibliothèque historique de la ville de Paris : « Regard sur le cirque »
- 2003 : Musée juif de Budapest « Modigliani, Soutine et leurs amis de Montparnasse »
- 2003 : Château Borely, Marseille « Paris-Marseille, de la Canebière à Montparnasse »
- 2005 : Musée du Montparnasse : « Montparnasse déporté, artistes d’Europe »
- France-Musique : « Le Matin des Musiciens - l’École de Paris » -les 17,18 et 19 juillet 1984, Rencontre avec les musiciens, les peintres, les écrivains.

## Musées et collections
- Fonds municipal d'art contemporain de la Ville de Paris
- Musées de New York, Londres, Tel Aviv, Zurich
- Bibliothèque nationale de France
- Nombreuses collections privées : France, États-Unis, Russie, Suisse, Israël, etc.